# Sågtjärnen (Sorsele socken, Lappland, 727049-155676)
Sågtjärnen är en sjö i Sorsele kommun i Lappland och ingår i Umeälvens huvudavrinningsområde.